# Bohuslav Konrád
Bohuslav Konrád (20. června 1927 Brno – 16. prosince 1996 Ostrava-Poruba) byl český lékař, dermatovenerolog a histopatolog.

## Život
Byl žákem profesorů Antonína Trýba a Jaroslava Horáčka z Masarykovy univerzity v Brně. Maturoval v roce 1946 na III. Státním reálném gymnáziu v Brně, v roce 1951 promoval na Lékařské fakultě Masarykovy univerzity v Brně. Během základní vojenské služby (1953 – 1954) byl zprvu ve Vojenské posádkové nemocnici v Brně, později posádkovým lékařem ve Sliači. V letech 1952–1954 pracoval jako sekundární lékař, 1954–1967 jako odborný asistent na Kožní klinice Masarykovy univerzity. První atestaci z dermatologie získal v roce 1958, druhou pak roku 1968, disertační práci obhájil v roce 1961. V letech 1966–1967 působil jako oberarzt na Universitäts-Hautklinik Heidelberg pod vedením profesora Urse Waltera Schnydera, později přednosty Kožní kliniky v Curychu.
V roce 1967 se habilitoval na Univerzitě Jana Evangelisty Purkyně a do roku 1971 pracoval jako docent na Lékařské fakultě Univerzity Jana Evangelisty Purkyně v Brně. Věnuje se histopatologii, k jehož zájmu ho vedlo i přátelství s profesorem Jiřím Traplem (1912 – 1992) z kožní kliniky v Praze.
V roce 1956 se podílel na založení Laboratoře pro výzkum biochemie kůže, které se stalo vědeckým pracovištěm a v roce 1962 za monografii "Pyodermie" získal společně s J. Horáčkem a L. Pospíšilem Cenu města Brna. Z politických důvodů, v období normalizace, byl v roce 1971 donucen z kliniky odejít. Poté pracoval do roku 1972 jako vedoucí lékař kožního oddělení Železniční polikliniky Československých státních drah v Brně. Současně mu bylo, v tomto období, znemožněno věnovat se odborné vědecké práci a publikování poznatků ze svého oboru. V roce 1972 se stal primářem kožního oddělení ZÚNZ v Ostravě-Vítkovicích (1972–1991), později pracoval jako primář kožního oddělení Fakultní nemocnice Ostrava (1991 – 1996) a do roku 1996 také jako náměstek ředitele LPP. Od roku 1975 byl jmenován městským a krajským odborníkem aeveromoravského kraje pro obor dermatovenerologie a přednášel na Střední zdravotní škole ve Vítkovicích. Zkoumal účinky extraktů červené řepy a na konci 70. let 20. století, zásluhou devizové podpory od Vítkovických železáren mohl v praxi vyzkoušet užití fototerapie v dermatologii při léčbě lupenky. V letech 1956–1969 působil jako vědecký sekretář Československé dermatologické společnosti Jana Evangelisty Purkyně, později po roce 1989 působil jedno funkční období jako místopředseda této odborné lékařské společnosti a člen redakční rady odborného časopisu Československá dermatologie. V letech 1964 až 1970 byl organizátorem dermatologických symposií s mezinárodní účastí v Brně. Během tohoto období v letech 1968–1969 a poté v roce 1990 byl členem vědecké rady Ministerstva zdravotnictví, v letech 1968-1969 byl souběžně soudním znalcem Ministerstva spravedlnosti v oboru dermatovenerologie. V roce 1992 patřil k předním členům přípravného výboru Lékařské fakulty Ostravské univerzity. V téže době, byl postupně jmenován, členem vědeckých rad Přírodovědecké fakulty Ostravské univerzity a Zdravotně sociální fakulty Ostravské univerzity, v roce 1995 i členem vědecké rady Ostravské univerzity.
V roce 1990 byl na Masarykově univerzitě v Brně plně politicky rehabilitován a jmenován profesorem v oboru dermatovenerologie, návrat na původní pracoviště mu však byl znemožněn. Do roku 1989 nebyl členem žádné politické strany, v letech 1990–1994 byl členem zastupitelstva statutárního města Ostrava za Občanské fórum, později za Občanskou demokratickou stranu.
Zemřel 16. prosince 1996 v Porubě.

## Publikace
- Seznam děl v Souborném katalogu ČR, jejichž autorem nebo tématem je Bohuslav Konrád
- Seznam děl v databázi Národní lékařské knihovně